# 佐藤直 (陸士13期)
佐藤 直（さとう なおし、1880年（明治13年）4月28日 - 1961年（昭和36年）4月20日）は、大日本帝国陸軍軍人。最終階級は陸軍少将。

## 経歴・人物
福島県出身。1901年（明治34年）陸軍士官学校第13期卒業。
1926年（大正15年）3月に陸軍歩兵大佐・麻布連隊区司令官、1928年（昭和3年）12月に歩兵第28連隊長、1931年（昭和6年）8月に陸軍少将・歩兵第7旅団長を経て、1933年（昭和8年）8月1日に待命、同月30日に予備役に編入した。
1947年（昭和22年）11月28日、公職追放仮指定を受けた。